# Гарднер (Іллінойс)
Гарднер (англ. Gardner) — селище (англ. village) в США, в окрузі Ґранді штату Іллінойс. Населення — 1366 осіб (2020).

## Географія
Гарднер розташований за координатами 41°11′42″ пн. ш. 88°18′50″ зх. д. / 41.19500° пн. ш. 88.31389° зх. д. (41.194933, -88.313815).  За даними Бюро перепису населення США в 2010 році селище мало площу 7,62 км², з яких 7,55 км² — суходіл та 0,07 км² — водойми.

## Демографія
Згідно з переписом 2010 року, у селищі мешкали 1463 особи в 567 домогосподарствах у складі 395 родин. Густота населення становила 192 особи/км².  Було 628 помешкань (82/км²).
Расовий склад населення:
| - 94,9 % — білих - 0,5 % — чорних або афроамериканців - 0,2 % — корінних американців - 0,1 % — азіатів - 2,1 % — осіб інших рас |

До двох чи більше рас належало 2,2 %. Частка іспаномовних становила 6,2 % від усіх жителів.
За віковим діапазоном населення розподілялося таким чином: 26,4 % — особи молодші 18 років, 61,0 % — особи у віці 18—64 років, 12,6 % — особи у віці 65 років та старші. Медіана віку мешканця становила 36,0 року. На 100 осіб жіночої статі у селищі припадало 111,4 чоловіків;  на 100 жінок у віці від 18 років та старших — 103,6 чоловіків також старших 18 років.
Середній дохід на одне домашнє господарство  становив 69 586 доларів США (медіана — 63 636), а середній дохід на одну сім'ю — 83 978 доларів (медіана — 79 688). Медіана доходів становила 64 063 долари для чоловіків та 36 705 доларів для жінок. За межею бідності перебувало 9,3 % осіб, у тому числі 9,8 % дітей у віці до 18 років та 18,4 % осіб у віці 65 років та старших.
Цивільне працевлаштоване населення становило 565 осіб. Основні галузі зайнятості: освіта, охорона здоров'я та соціальна допомога — 21,9 %, виробництво — 19,8 %, будівництво — 15,2 %.